# Saint-Mars-la-Brière

Saint-Mars-la-Brière este o comună în departamentul Sarthe, Franța. În 2009 avea o populație de 2,439 de locuitori.